# Rollschwänze
Rollschwänze (Spirurida) sind eine Ordnung parasitisch lebender Fadenwürmer aus der Klasse der Chromadorea.

## Merkmale
Rollschwänze besitzen einen zweigeteilten Ösophagus, dessen Vorderteil muskulös und dessen Hinterteil drüsenhaltig ist. Das Hinterende männlicher Individuen ist bauchwärts gekrümmt oder eingerollt und trägt zwei ungleich lange Spicula. Rollschwänze entwickeln sich stets mit einem Wirtswechsel (heteroxen), als Zwischenwirt dienen Gliederfüßer.

## Systematik
Die innere Systematik der Rollschwänze ist nicht endgültig geklärt. Nach Roy C. Anderson werden folgende Superfamilien zu den Rollschwänzen gezählt:
- Unterordnung Camallanina
  - Camallanoidea
  - Dracunculoidea
- Unterordnung Spirurina
  - Gnathostomatoidea
  - Physalopteroidea
  - Rictularioidea
  - Thelazioidea: Parasitieren in Augen von Säugetieren und Vögeln. Übertragung durch (nicht stechende) Insekten.[3]
    - Thelazia californiensis Price, 1930: Parasitiert in Augen von Hunden.
    - Thelazia callipaeda Railliet & Henry, 1910: Parasitiert in Augen von Hunden. Selten Übertragung auf Menschen. Übertragung zum Beispiel durch Taufliegen.[4]

  - Spiruroidea
  - Habronematoidea
  - Acuarioidea
  - Filarioidea
  - Aproctoidea
  - Diplotriaenoidea

In der aktuellen Systematik von Hodda werden die Rollschwänze in fünf Unterordnungen, 20 Überfamilien und 58 Familien gegliedert:
- Unterordnung Spirurina
  - Camallanoidea
  - Rictularoidea
  - Thelazioidea
  - Spiruroidea
  - Habronematoidea
  - Acuarioidea
  - Filarioidea
  - Aproctoidea
  - Diplotriaenoidea
  - Lucionematoidea
- Unterordnung Dracunculina
  - Dracunculoidea
  - Anguillicoloidea
- Unterordnung Gnathostomatina
  - Gnathostomatoidea
- Unterordnung Oxyurina
  - Thelastomatoidea
  - Oxyuroidea
- Unterordnung Ascaridina
  - Ascaridoidea
  - Cosmocercoidea
  - Heterakoidea
  - Subuluroidea
  - Seuratoidea